# Blind (canción de Korn)
«Blind» —en español: «Ciego»— es una canción de la banda estadounidense de nu metal y metal alternativo Korn, incluida en su álbum debut homónimo, siendo su sencillo debut lanzado en el año 1994. Es considerado como la canción más emblemática de la banda y una de las más influyentes del género nu metal.

## Origen
Jonathan Davis escribió la canción cuando formaba parte de Sexart, junto con el guitarrista Ryan Shuck y el baterista Dennis Shinn, pero en la versión de KoRn cambió las partes de bajo y guitarra, aunque la letra y la batería es lo mismo. Korn ha utilizado esta canción en el álbum sin acreditar, sabido esto, Shuck intentó llevar el caso a la corte, pero logró acreditarse más tarde en la compilación del 2004 Greatest Hits Vol. 1 cuando la canción se utilizó en ese registro, donde también aparece Dennis Shinn en los créditos.
La primera versión de esta canción fue grabada por Korn y fue incluido en el demo Neidermeyer's Mind editado en 1993. Hay algunas diferencias entre las dos versiones: la primera es un metal pesado con un sonido más crudo, mientras que la versión que apareció en el álbum debut del grupo se percibe más "accesible".
Algunos afirman que el sampleo del bajo es bastante similar a la canción de Cypress Hill – Lick a Shot.
La letra de esta canción, habla de los problemas experimentados por el cantante Jonathan Davis con las drogas, como un lugar donde aliviar los dolores del alma pero que termina cegando (no literalmente) a la persona. Intenta explicar básicamente como un dolor, se alivia con otro dolor.

## Concepto
Jonathan Davis describió a la canción de esta manera:

"Tiene un riff monstruoso, y acerca de la composición de la letra, trata de mí sensación de enceguecer frente a las personas que gozan de mí, sin ver mi depresión, eso lo ciega todo."

## Video musical
El video musical fue dirigido por Joseph McGinty Nichol. Muestra a la banda actuar frente a una multitud enérgica en un salón con un pequeño escenario, y algunas escenas de los miembros de la banda a las orillas del Río de Los Ángeles. En el fondo se puede ver la inscripción en un telón con el nombre de la banda. El vídeo fue lanzado en enero de 1995.

## Lista de canciones

### UK Single
- 10" KORN1[5]

Lado A:
1. "Blind" – 4:18

Lado B:
1. "Fake (Album Version) – 4:51
2. "Sean Olson (Radio Edit) – 4:45